# Cuore di cane (film)
Cuore di cane è un film del 1976 diretto da Alberto Lattuada. La pellicola è una co-produzione italo-tedesca tratta dall'omonimo romanzo di Michail Afanas'evič Bulgakov.

## Trama
Nella Russia post-rivoluzione d'ottobre, il professor Preobrazhensky - brillante scienziato dalle idee coraggiose - decide di mettere il suo genio al servizio del nuovo governo con un ardito esperimento: trasformare un cane in un essere umano. Così, lui e il suo assistente Bormental trapiantano gli organi di un burocrate morto da poche ore nel corpo di un mansueto cane randagio, Bobby: ne nasce una strana creatura che verrà chiamata Poligraf Poligrafovic Bobikov. Col passare del tempo, Bobikov andrà sempre più umanizzandosi nell'aspetto e verrà faticosamente educato e preparato all'ingresso in società.
Tuttavia, manifesterà forti contraddizioni a causa della presenza contemporanea del suo zelo di burocrate e della sua indole animale: diventa vice-direttore della Sottosezione Accalappiamento Animali Randagi di Mosca, circuisce la giovane domestica Zina, si installa in casa del professore rivendicando il diritto alla comunanza dei beni e non esita a denunciarlo per presunte attività controrivoluzionarie. Sfiancato per lo scompiglio creato dalla sua stessa creatura, alla fine Preobrazhensky decide operarla nuovamente per restituirla alla primitiva condizione di cane.